# Ros (släkt)
Namnet Ros har bland annat burits av en svensk 
släkt vars äldste kände stamfar var född i Munktorps socken, idag Köpings kommun och där en gren blivit adlad.
Släktens äldste kände medlem, Anders Ros var född 1737 i Munktorps socken, Västmanlands län. Han blev bruksdirektör vid Voxna bruk i Gävleborgs län och dog i Leksands socken 1799. Hans son Lars Fredrik Ros (1777–1848) var bosatt i Leksand och blev där  1829 kronofogde i Nedansiljans fögderi.
För de fem sönerna till Lars Fredrik Ros föreligger ytterligare uppgifter om två: Anders Ros, som blev landshövding och generaldirektör, och som adlades, samt Gustaf Benjamin Ros, som ärvde faderns egendomar i Leksand och i sin tur blev far till riksdagsmannen  Gustaf Ros.  Ett partiellt släktträd blir således:
- Anders Ros (1737–1799), bruksdirektör
  - Lars Fredrik Ros (1777–1848), kronofogde i Leksand
    - Anders Emanuel Ros (1806–1887),  adlad Ros, ämbetsman och politiker
    - Gustaf Benjamin Ros (1809–1880), kapten, lantbrukare
      - Johan Gustaf Ros (1852–1931), lantbrukare och politiker

    - Ytterligare 3 söner

## Den adliga grenen av släkten
Den adliga grenen av släkten utgår från generaldirektören Anders Ros, som adlades 1 december 1858 med oförändrat namn och som introducerad 1859 på svenska riddarhuset som ätt nummer 2 331. Adlandet skedde i enlighet med § 37 i Regeringsformen 1809, så att endast ättens huvudman är adlig.